# Port (datorteknik)
En port, uttalat [pʊʈ] används i datorteknik i flera betydelser. Internet-protokollen TCP och UDP använder portar numrerade 0–65 535 som en adress som i praktiken visar vilken process på en viss dator datapaketen hänför sig till.
I UDP- och TCP-protokollen används vissa portar för väl etablerade ändamål (eng. well known ports) och portnumret används ofta synonymt med den tjänst som förväntas nås på denna port. Så använder till exempel HTTP-protokollet port 80 (jämför WWW och URL) och SMTP-protokollet port 25 (epost-servrar). Sambandet mellan välkända portar och tjänster framgår i Unix ur filen /etc/services. Portarna med nummer under 1024 är i många operativsystem reserverade för administratören, medan högre portnummer kan användas fritt, varför webbservrar ibland hittas på adressen 8000 eller 8080 istället för 80. Enkla brandväggar använder ofta portinformationen för att begränsa tillgången till olika tjänster.
Ingenting (annat än konvention och eventuella lokala begränsningar) hindrar en enskild administratör eller datoranvändare att låta serverprocesser erbjuda tjänster på andra portar än de etablerade. Samma högre portnummer används därför ofta av icke-relaterade tjänster, och filtrering enligt portnummer är ofta lätt att kringgå i enskilda fall.